# Gaston, Oregon
Gaston är en stad i Washington County i Oregon. Vid 2010 års folkräkning hade Gaston 637 invånare.